# ناجح رحيم
 ناجح رحيم (ولد في 27 سبتمبر 1959) هو لاعب كرة قدم عراقي سابق كان يلعب في مركز المهاجم. لعب مع المنتخب العراقي في كأس العرب 1985 ودورة الألعاب العربية 1985.
لعب ناجح مع المنتخب الوطني في عام 1985.